# Sick Luke
Sick Luke, pseudonimo di Luca Antonio Barker (Londra, 17 agosto 1994), è un produttore discografico italiano.

## Biografia
Sick Luke si avvicina al mondo della musica grazie al padre, il rapper Duke Montana, ex-membro del TruceKlan. Inizia a comporre basi a tredici anni mediante FL Studio. La prima produzione ufficiale si vede con Making Moves, nell'album Grindz Musik I del padre. Insieme al padre gira l'Italia in occasione dei tour, aprendo concerti a gruppi del calibro dei Wu-Tang Clan.
Nel 2013 è entrato a far parte dell'etichetta Honiro Label, con la quale pubblica il suo primo mixtape: Instrumentals, contenente delle basi prodotte da lui. Con il passare degli anni, Sick Luke pubblica i capitoli successivi di Instrumentals: Instrumentals 2, Instrumentals 3 e Instrumentals 4. Contemporaneamente produce basi per artisti come Sfera Ebbasta, Luchè, Jamil, Machete Crew, Izi, Guè, Emis Killa e Ghali.
Nel 2015, in collaborazione con il rapper Canesecco, viene pubblicato l'album Cambia tutto, il disco presenta diversi ospiti, tra cui Emis Killa, Jesto e i Blocco Boyz (Giso, Shine & Lazza).
Sempre nel 2015 Sick Luke conosce il collettivo romano Dark Polo Gang, e li porta a pubblicare il mixtape Full Metal Dark. Fanno seguito tre mixtape individuali, da lui prodotti: Crack musica, Succo di zenzero e The Dark Album. Due anni dopo viene pubblicato Twins, il primo album in studio del collettivo, certificato disco di platino dalla FIMI. L'anno successivo arriva l'accordo con Universal Music, che porta la pubblicazione di due album in studio: Sick Side e Trap Lovers, quest'ultimo prodotto al fianco di Michele Canova Iorfida.
Nel 2019 pubblica, in collaborazione con Mecna, il joint album Neverland, anticipato dai singoli Akureyri e Pazzo di te. Composto da dieci tracce, il disco presenta diversi ospiti, tra cui gli Psicologi, CoCo, Luchè e Tedua. 
Il 24 novembre 2021, Sick Luke ha annunciato tramite Instagram il suo primo album da solista, X2, pubblicato il 7 gennaio 2022 per Carosello Records e distribuito da Universal Music Italia / Virgin Italia. L'album è il terzo album più ascoltato al mondo su Spotify nel weekend di esordio, secondo solo a Dawn FM di The Weeknd e DS4EVER di Gunna, e l'ottavo nel Regno Unito.
X2 si posiziona subito in testa alle classifiche di vendita sin dalla settimana di debutto, diventando l'album e il vinile più venduto della settimana. Nella settimana d'esordio occupa anche tutto il podio dei brani più venduti con Solite Pare – realizzato in collaborazione con Sfera Ebbasta e tha Supreme – in prima posizione, Dream Team con Pyrex, Capo Plaza, Tedua e Shiva in seconda e Falena con Franco126, Coez e Ketama126 in terza. Il disco si mantiene nelle prime posizioni della classifica per quasi tutte le settimane fino al 23 marzo, quando, ancora tra i dieci album più venduti della settimana, viene segnalato come album più venduto dell'anno secondo le stime del 22 marzo.
Il 24 gennaio 2022 il singolo Solite Pare viene certificato disco d'oro, poi certificato disco di platino il 7 marzo 2022; l'album X2 viene certificato disco d'oro a due settimane dalla pubblicazione e poi disco di platino il 21 febbraio 2022. Il 2 dicembre esce la Deluxe Edition del disco, contenente sei tracce aggiuntive.

## Discografia

### Album in studio
- 2019 – Neverland (con Mecna)
- 2022 – X2

### Mixtape
- 2013 – Instrumentals
- 2013 – 808 Nostalgia
- 2014 – Instrumentals 2
- 2016 – Instrumentals 3
- 2019 – Instrumentals 4

### Singoli
- 2018 – Zingarello (con Ghali)
- 2019 – Akureyri (con Mecna)
- 2019 – Pikachv (con Edo Fendy)
- 2019 – Pazzo di te (con Mecna)
- 2019 – Stanotte (con gli Psicologi)
- 2019 – Neverland (con Mecna feat. Marïna, Psicologi, Voodoo Kid & Ainé)
- 2019 – Mambo (con Nicola Siciliano)
- 2021 – La strega del frutteto (feat. Chiello e Madame)
- 2022 – Solite pare (feat. Thasup e Sfera Ebbasta)
- 2022 – Vuoto dentro (feat. Mara Sattei & Bresh)
- 2023 – Rock'n'Roll (con Tony Boy)
- 2024 – Exit (feat. Lazza e Duki)
- 2025 – Senza tempo (feat. Izi)

### Produzioni

#### Album
- 2012 – Grind Muzik 2 (Duke Montana)
- 2012 – Stay Gold (Duke Montana)
- 2015 – Full Metal Dark (Dark Polo Gang)
- 2015 – Cambia Tutto (Canesecco)
- 2016 – Raw (Duke Montana)
- 2016 – Crack musica (Dark Polo Gang)
- 2016 – Succo di zenzero (Dark Polo Gang)
- 2016 – The Dark Album (Dark Polo Gang)
- 2017 – Twins (Dark Polo Gang)
- 2018 – Sick Side (Dark Polo Gang)
- 2018 – Trap Lovers (Dark Polo Gang)
- 2018 – Grind Muzik 4 (Duke Montana)
- 2019 – Machete Mixtape 4 (Machete Crew)
- 2019 – Compiti a casa (Marïna)
- 2019 – Ufo (Zoda)
- 2019 – Arte (MamboLosco)
- 2020 – DNA (Ghali)
- 2020 – Dark Boys Club (Dark Polo Gang)
- 2020 – Vita vera mixtape: aspettando la Divina Commedia (Tedua)
- 2020 – Gemelli (Ernia)
- 2020 – J (Lazza)
- 2020 – Bloody Vinyl 3 (Slait, Thasup, Low Kidd e Young Miles)
- 2020 – Riot (Izi)
- 2021 – Don't Panic (Tedua)
- 2021 – C'era una volta (Leon Faun)
- 2021 – Il ritorno del vero (Side Baby)
- 2021 – Untouchable (Tony Effe)
- 2021 – Bromance (Mecna e CoCo)
- 2022 – Succo di zenzero vol. 2 (Wayne Santana)
- 2022 – Salvatore (Paky)
- 2022 – Il giorno in cui ho smesso di pensare (Deluxe Edition) (Irama)
- 2023 – Love Is War (Pyrex)
- 2023 – Effetto notte (Emis Killa)
- 2023 – La Divina Commedia (Tedua)
- 2024 – Tunnel (Simba La Rue)
- 2024 – Icon (Tony Effe)
- 2024 – Leon (Leon Faun)

#### Singoli
- 2013 – Business remix (Guè)
- 2017 – Sportswear (Dark Polo Gang)
- 2017 – Caramelle (Dark Polo Gang)
- 2017 – Magazine (Dark Polo Gang)
- 2017 – Dexter (Sfera Ebbasta)
- 2018 – Zingarello (Ghali)
- 2018 – British (Dark Polo Gang)
- 2018 – Cambiare adesso (Dark Polo Gang)
- 2019 – Gang Shit (Dark Polo Gang)
- 2019 – Sex on the Beach (Dark Polo Gang)
- 2019 – Stanotte (Psicologi)
- 2019 – Stamm fort (Luchè feat. Sfera Ebbasta)
- 2019 – Rip RMX (Side Baby feat. Shiva)
- 2019 – Mambo (Nicola Siciliano)
- 2020 – Pusher (Izi feat. Vaz Tè, Guesan)
- 2021 – Fontanelle e sampietrini (Side Baby)
- 2021 – 2016 (Side Baby)
- 2021 – Club (Ariete)
- 2022 – Che stai dicenn (Luchè feat. Paky)

## Colonne sonore
- Atlantide, regia di Yuri Ancarani (2021)